# 蒙哥馬利郡
蒙哥馬利郡是威爾斯的13個歷史上的郡之一，郡名來自於郡治蒙哥馬利。現在蒙哥馬利郡是波伊斯的北部地區。據2011年英國人口普查，蒙哥馬利郡有人口63,779人，人口密度每平方公里只有29人。